# Heilig-Kreuz-Kirche (Oberlauringen)

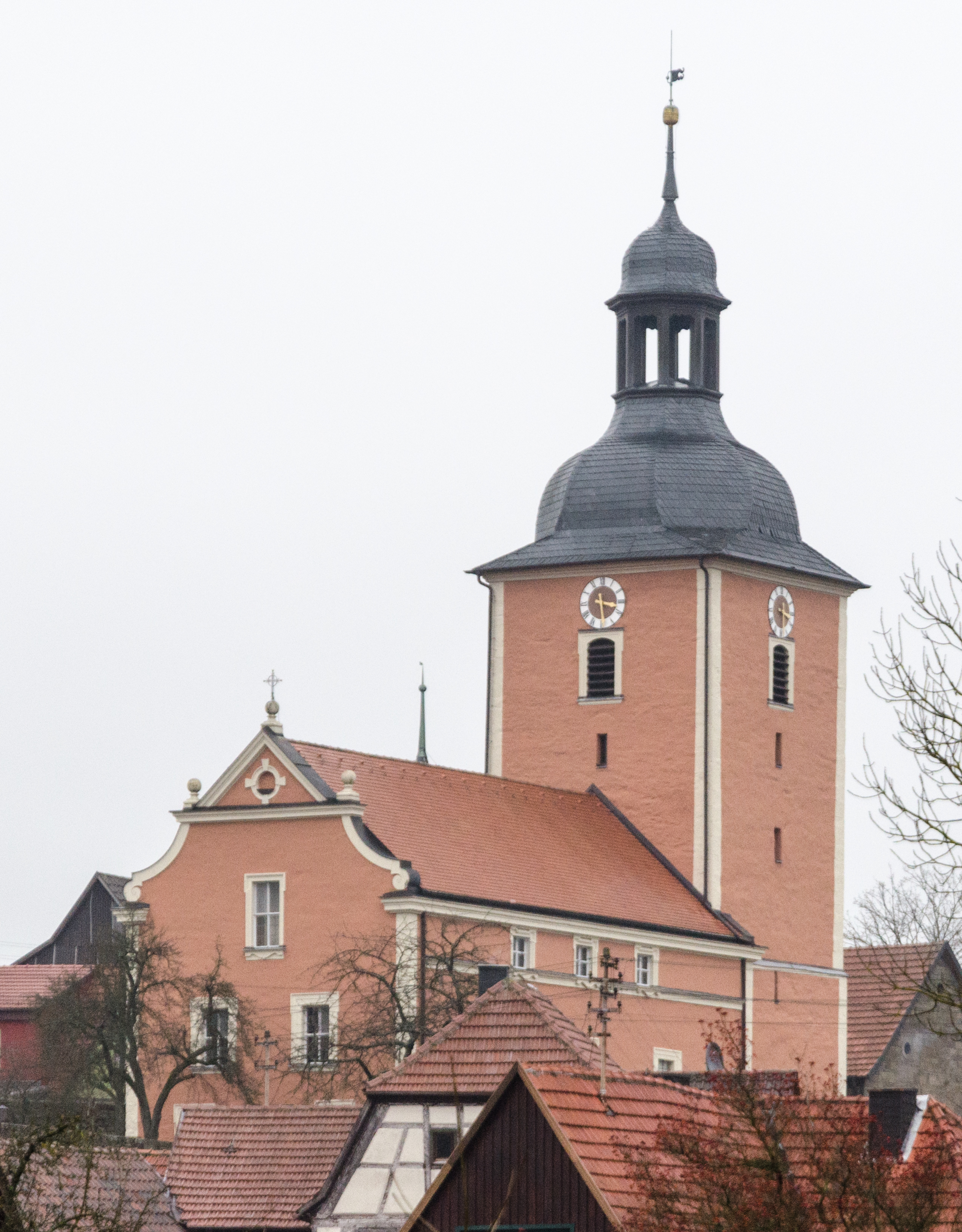
Heilig-Kreuz-Kirche in Oberlauringen

Die Heilig-Kreuz-Kirche ist die evangelische Pfarrkirche von Oberlauringen, einem Gemeindeteil des Marktes Stadtlauringen im unterfränkischen Landkreis Schweinfurt in Bayern. Das Langhaus des denkmalgeschützten Bauwerks entstand Anfang des 18. Jahrhunderts. Die Kirchengemeinde gehört zum Dekanat Rügheim im Kirchenkreis Bayreuth der Evangelisch-Lutherischen Kirche in Bayern.

## Beschreibung
An den frühgotischen Chorturm wurde 1705 nach Westen das Langhaus angebaut. Es wurde 1892 aufgestockt, und der Innenraum neu mit doppelstöckigen Emporen ausgestattet, die oberen werden über einen Treppenturm an der Nordseite des Langhauses erreicht. Die Schießscharten der unteren Geschosse des Chorturms erinnern an die ursprüngliche Wehrkirche. Er wurde später für die Turmuhr und den Glockenstuhl aufgestockt und mit einer schiefergedeckten Welschen Haube versehen. Die Fassade im Westen ist mit einem Schweifgiebel bedeckt. Die 1860 von Georg Christoph Hofmann gebaute Orgel hat 11 Register, ein Manual und Pedal.